# Nowa Huta (Bieliny)
Pour les articles homonymes, voir Nowa Huta.
Nowa Huta est une localité polonaise de la gmina de Bieliny, située dans le powiat de Kielce en voïvodie de Sainte-Croix.